# Нові Айбесі
Нові Айбе́сі (рос. Новые Айбеси, чув. Çĕнĕ Эйпеç) — село у складі Алатирського району Чувашії, Росія. Адміністративний центр Новоайбесинського сільського поселення.
Населення — 795 осіб (2010; 940 у 2002).
Національний склад:
- чуваші — 96 %